# Samuel M. Brinson

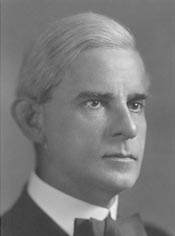
Samuel M. Brinson

Samuel Mitchell Brinson (* 20. März 1870 in New Bern, North Carolina; † 13. April 1922 ebenda) war ein US-amerikanischer Politiker. Zwischen 1919 und 1922 vertrat er den Bundesstaat North Carolina im US-Repräsentantenhaus.

## Werdegang
Samuel Brinson besuchte sowohl öffentliche als auch private Schulen und studierte danach bis 1891 am Wake Forest College. Anschließend war er ein Jahr lang als Lehrer in New Bern tätig. Nach einem anschließenden Jurastudium an der University of North Carolina in Chapel Hill und seiner 1896 erfolgten Zulassung als Rechtsanwalt begann er in New Bern in diesem Beruf zu arbeiten. Zwischen 1902 und 1919 fungierte er als Schulrat im Craven County. Ab 1918 war Brinson auch Präsident der Eisenbahngesellschaft Atlantic & North Carolina Railroad.
Politisch war Brinson Mitglied der Demokratischen Partei. Bei den Kongresswahlen des Jahres 1918 wurde er im dritten Wahlbezirk von North Carolina in das US-Repräsentantenhaus in Washington, D.C. gewählt, wo er am 4. März 1919 die Nachfolge von George E. Hood antrat. Nach einer Wiederwahl konnte er bis zu seinem Tod am 13. April 1922 im Kongress verbleiben. In den Jahren 1919 und 1920 wurden der 18. und der 19. Verfassungszusatz ratifiziert. Samuel Brinson wurde in seiner Heimatstadt New Bern beigesetzt.